# 短枝香草
短枝香草（学名：Lysimachia aspera）是报春花科珍珠菜属的植物，是中国的特有植物。分布于中国大陆的广西等地，生长于海拔600米的地区，一般生于山谷溪边，目前尚未由人工引种栽培。